# 瓦尼诺站
瓦尼諾站（羅馬化：Stantsia Vanino）位于哈巴罗夫斯克边疆区瓦尼諾，是边疆区的主要铁路客运站，1947年投入使用。本站是贝阿铁路的火车站，也是瓦尼诺－霍尔姆斯克铁路轮渡连接到萨哈林岛的连接站。

## 列车
- 351（352）次列车：苏维埃港 - 瓦尼諾 - 共青城 - 伯力 - 海参崴[3]